# Mazal tov
Mazal tov (em hebraico:  מזל טוב) significa literalmente "boa sorte" em hebraico.

## Etimologia e pronúncia
Esta frase foi incorporada ao iídiche como "mazel tov," e atualmente é usada no hebraico moderno para expressar congratulações para uma ocasião ou evento significante ou festivo. A principal diferença na pronúncia é que na língua hebraica a ênfase se dá na segunda sílaba ao passo que em iídiche se dá na primeira.
A expressão se origina do termo Hebreu Mishnaico (Época da escrita da Mishna, parte do Talmud), mazzāl, significando "constelação" ou "destino." Desta forma, literalmente Mazal-tov significa "uma boa e favorável constelação zodiacal". Em Israel, "Mazal Tov" é usado em diversos tipos de ocasiões festivas, desde a obtenção de uma carteira nova de motorista, um aniversário, ou o término de engajamento no serviço militar.

## Tradução

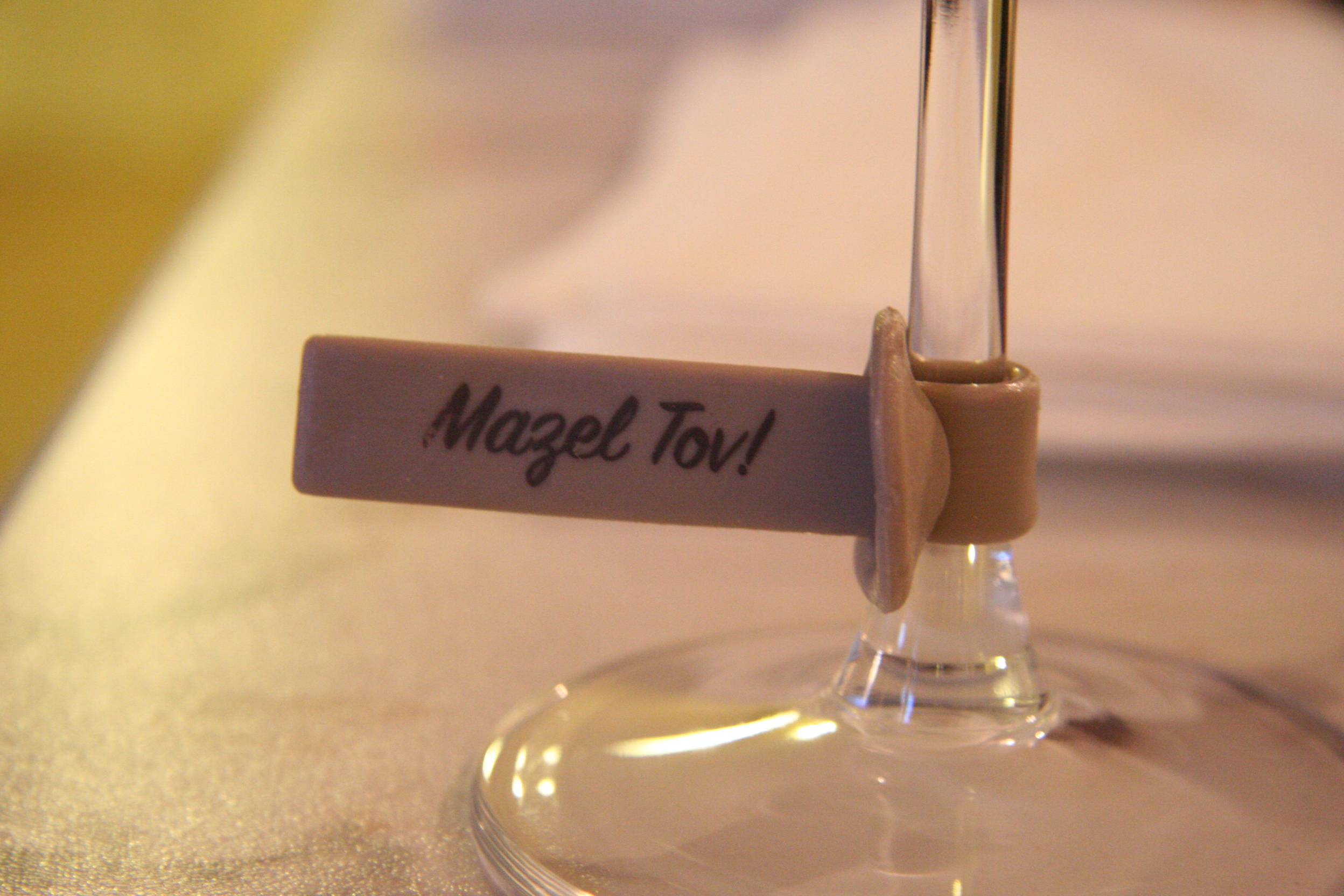
Etiqueta com Mazel Tov! numa taça de vinho.

Embora "mazal" signifique "sorte" no hebraico moderno, "boa sorte" é uma tradução incorreta do verdadeiro significado da frase. O termo não é usado da mesma forma que "boa sorte" em português (te desejo boa sorte, por exemplo). É mais uma expressão indicativa de que um bom evento ocorreu. O interlocutor diz: "Congratulações" ou "Estou feliz que esta boa coisa tenha acontecido a você!". Por exemplo, após um Bar mitzvah (ou um Bat mitzvah) ou um casamento, é comum a congregação falar em alto tom: "Mazal Tov!". A frase usada para se desejar boa sorte no hebraico é "B'hatzlacha" (בהצלחה), significando literalmente "tenha sucesso".

## Uso

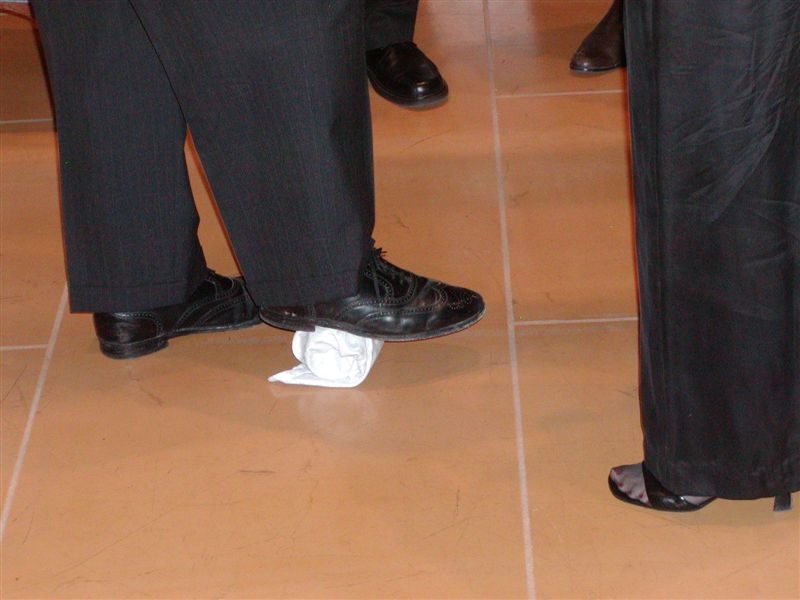
Tradicionalmente, depois que o noivo quebra o copo, os convidados exclamam "Mazel Tov!".

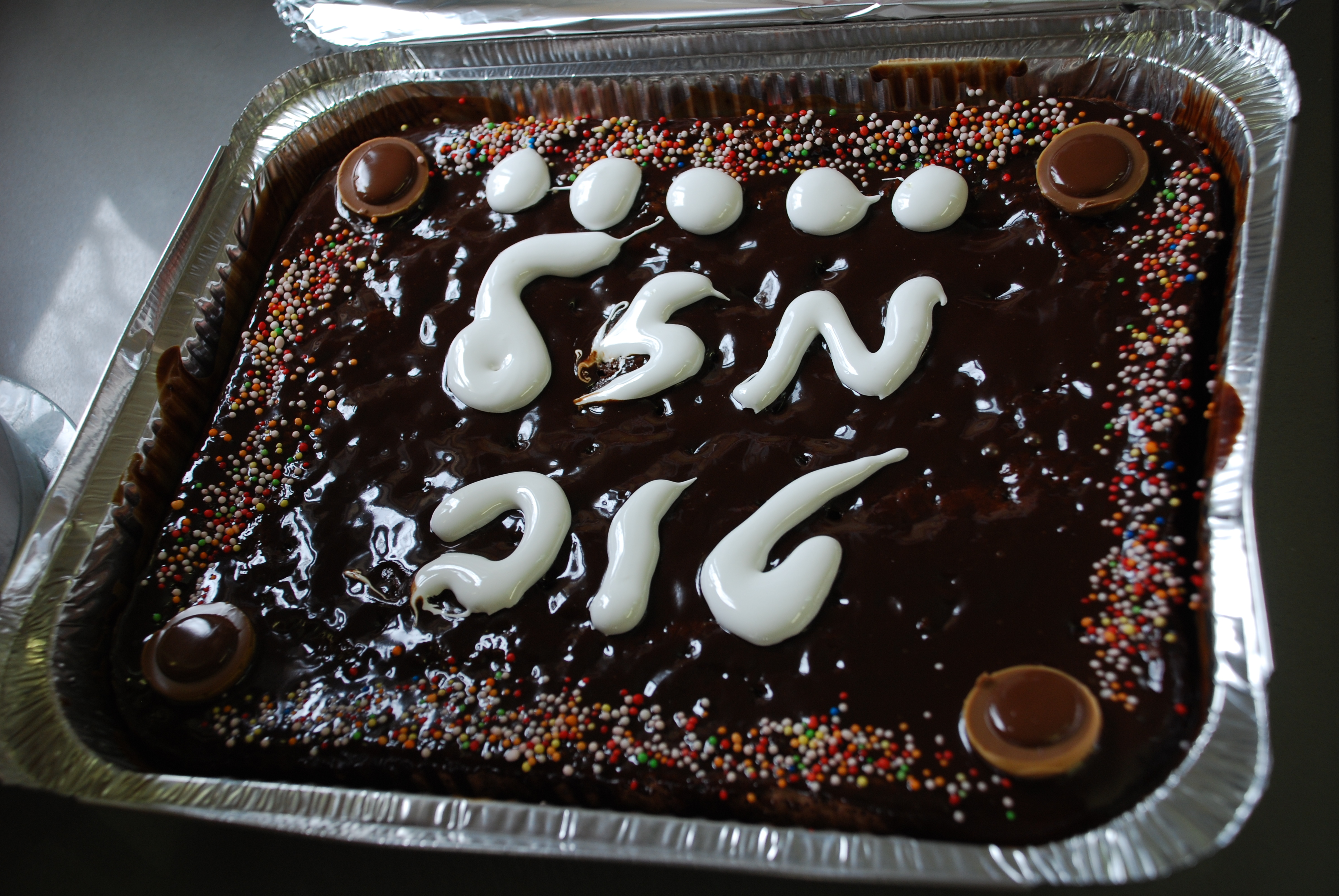
Um bolo de aniversário, com a inscrição: "מזל טוב" (mazal tov), como é feito freqüentemente em Israel. Aqui, a frase está escrita em hebraico cursivo.

Na diáspora, "mazel tov!" é uma frase judaica de uso comum, como após um Bat ou Bar Mitzvah ou um casamento judeu, a congregação pode ser inclinada a exclamar a mensagem "Mazel Tov!" Por exemplo, em um casamento judaico, após o noivo quebrar o copo todo mundo grita "Mazel Tov!"
Em Israel, "mazal tov" é usado para todos os tipos de ocasiões felizes, sejam elas a obtenção de uma nova carteira de motorista, um aniversário, ou ao final do serviço militar. Outra utilização comum é a de superação de um evento ruim ou uma experiência ter terminado - por exemplo, após uma prova muito difícil.